# 연결재무제표
연결재무제표(連結財務諸表, consolidated financial statements)는 국제회계기준 27 "연결개별금융제표"(Consolidated and separate financial statements)와 국제회계기준 10 "연결재무제표"(Consolidated financial statements)에 따르면 모회사와 모회사의 자회사의 자산, 부채, 자기 자본(equity), 수입, 비용, 현금 유동성을 하나의 경제 실체로 나타낸 한 단체의 재무제표이다.

## 재무 상태에 따른 연결제표
연결재무제표를 준비하는 동안 준수해야 하는 2가지 기본 절차가 있다: 먼저 한 기업의 자산과 다른 기업의 부채로 계산된 모든 항목을 제외한다. 그 다음 제외된 모든 항목을 함께 추가한다.

### 소수주주지분
모회사가 자회사의 지분을 100% 구매하지 않을 경우 외부 기업에 의해 소유되는 순수 자산의 비율이 있다. 외부 투자자와 관련된 이 비율은 이른바 NCI(non-controlling interest) 또는 소수주주지분으로 부른다.

## 추가 문헌
- Alexander, D., Britton, A., Jorissen, A., "International Financial Reporting and Analysis", Second Edition, 2005, ISBN 978-1-84480-201-2,